# Mid and West Wales (région électorale du Senedd)
Pour les articles homonymes, voir Mid and West Wales.
Mid and West Wales est une région électorale de l'Assemblée nationale du pays de Galles, composée de huit circonscriptions. La région élit 12 membres, huit membres de circonscription directement élus et quatre membres supplémentaires. La région électorale a été utilisée pour la première fois en 1999, lors de la création de l'Assemblée du pays de Galles.
Chaque circonscription élit un membre de l'Assemblée par le système uninominal majoritaire, et la région dans son ensemble élit quatre membres de l'Assemblée supplémentaires ou complémentaires, afin de créer un certain degré de représentation proportionnelle. Les sièges supplémentaires sont attribués à partir des listes fermées par la méthode d'Hondt, les résultats des circonscriptions étant pris en compte dans l'allocation.

## Frontières du comté
Créé en 1999, la région a couvert la plupart du comté préservé de Dyfed, la plupart du comté préservé de Powys, et une partie du comté préservé de Clwyd et Gwynedd. D'autres parties de ces comtés préservés se trouvaient dans la région électorale du North Wales. Pour l'élection de l'Assemblée galloise, les limites ont changé, et la région couvre maintenant tout le comté préservé de Clwyd et une partie du comté préservé de Gwynedd. Le reste de Gwynedd se trouve dans la région du centre et de l'ouest du pays de Galles.
Pour l'élection de l'Assemblée galloise de 2007 , cependant les limites ont changé, et la région couvre maintenant tout le comté préservé de Dyfed, tout le comté préservé de Powys et une partie du comté préservé de Gwynedd. Le reste de Gwynedd se trouve dans la région du North Wales.

## Profil de la région électorale
La région est géographiquement la plus grande des cinq régions électorales du pays de Galles, étant plus grande que les quatre autres régions réunies. Il se compose presque entièrement de zones rurales peu peuplées, à l'exception de la ville minière de Llanelli dans le sud. La langue galloise est largement parlée.

## Circonscription
Les circonscriptions porte les noms et les limites des circonscriptions électorales de la Chambre des communes du Parlement du Royaume-Uni (Westminster). Aux élections de Westminster, toutefois, il n'y a pas de régions électorales et les changements de circonscriptions sont devenus effectifs pour les élections générales de 2010.
| Circonscription                         | 2016 Résultat | 2016 Résultat                     | Comté préservé           |
| --------------------------------------- | ------------- | --------------------------------- | ------------------------ |
| Brecon and Radnorshire                  |               | Kirsty Williams Liberal Democrats | Entièrement dans Powys   |
| Carmarthen East and Dinefwr             |               | Adam Price Plaid Cymru            | Entièrement dans Dyfed   |
| Carmarthen West and South Pembrokeshire |               | Angela Burns Conservateur         | Entièrement dans Dyfed   |
| Ceredigion                              |               | Elin Jones Plaid Cymru            | Entièrement dans Dyfed   |
| Dwyfor Meirionnydd                      |               | Dafydd Elis-Thomas Plaid Cymru    | Entièrement dans Gwynedd |
| Llanelli                                |               | Lee Waters Labour                 | Entièrement dans Dyfed   |
| Montgomeryshire                         |               | Russell George Conservateur       | Entièrement dans Powys   |
| Preseli Pembrokeshire                   |               | Paul Davies Conservateur          | Entièrement dans Dyfed   |

## Membres de l'Assemblée

### Circonscription AMs
| Term | Élection | Brecon and Radnorshire | Brecon and Radnorshire | Carmarthen East and Dinefwr | Carmarthen East and Dinefwr | Carmarthen West and South Pembrokeshire | Carmarthen West and South Pembrokeshire | Ceredigion           | Ceredigion      | Meirionnydd Nant Conwy | Meirionnydd Nant Conwy                      | Llanelli | Llanelli              | Montgomeryshire | Montgomeryshire | Preseli Pembrokeshire | Preseli Pembrokeshire |
| ---- | -------- | ---------------------- | ---------------------- | --------------------------- | --------------------------- | --------------------------------------- | --------------------------------------- | -------------------- | --------------- | ---------------------- | ------------------------------------------- | -------- | --------------------- | --------------- | --------------- | --------------------- | --------------------- |
| 1er  | 1999     |                        | Kirsty Williams (LD)   |                             | Rhodri Glyn Thomas (PC)     |                                         | Christine Gwyther (Lab)                 |                      | Elin Jones (PC) |                        | Dafydd Elis-Thomas (PC)                     |          | Helen Mary Jones (PC) |                 | Mick Bates (LD) |                       | Richard Edwards (Lab) |
| 2e   | 2003     |                        | Kirsty Williams (LD)   | Catherine Thomas (Lab)      | Rhodri Glyn Thomas (PC)     | Tamsin Dunwoody (Lab)                   | Christine Gwyther (Lab)                 |                      | Elin Jones (PC) |                        | Dafydd Elis-Thomas (PC)                     |          |                       |                 | Mick Bates (LD) |                       |                       |
| Term | Élection | Brecon and Radnorshire | Brecon and Radnorshire | Carmarthen East and Dinefwr | Carmarthen East and Dinefwr | Carmarthen West and South Pembrokeshire | Carmarthen West and South Pembrokeshire | Ceredigion           | Ceredigion      | Dwyfor Meirionnydd     | Dwyfor Meirionnydd                          | Llanelli | Llanelli              | Montgomeryshire | Montgomeryshire | Preseli Pembrokeshire | Preseli Pembrokeshire |
| 3e   | 2007     |                        | Kirsty Williams (LD)   |                             | Rhodri Glyn Thomas (PC)     |                                         | Angela Burns (Con)                      |                      | Elin Jones (PC) |                        | Dafydd Elis-Thomas (PC) (later Indépendant) |          | Helen Mary Jones (PC) |                 | Mick Bates (LD) |                       | Paul Davies (Con)     |
| 4e   | 2011     |                        | Kirsty Williams (LD)   | Keith Davies (Lab)          | Rhodri Glyn Thomas (PC)     |                                         | Angela Burns (Con)                      | Russell George (Con) | Elin Jones (PC) |                        | Dafydd Elis-Thomas (PC) (later Indépendant) |          |                       |                 |                 |                       | Paul Davies (Con)     |
| 5e   | 2016     | Adam Price (PC)        | Kirsty Williams (LD)   | Lee Waters (Lab)            |                             |                                         | Angela Burns (Con)                      | Russell George (Con) | Elin Jones (PC) |                        | Dafydd Elis-Thomas (PC) (later Indépendant) |          |                       |                 |                 |                       | Paul Davies (Con)     |
| 5e   | 2016     | Adam Price (PC)        | Kirsty Williams (LD)   | Lee Waters (Lab)            |                             |                                         | Angela Burns (Con)                      | Russell George (Con) | Elin Jones (PC) |                        | Dafydd Elis-Thomas (PC) (later Indépendant) |          |                       |                 |                 |                       | Paul Davies (Con)     |

### Liste Régional AMs
N.B. Ce tableau est uniquement à des fins de présentation
| Term | Élection | AM                 | AM                   | AM                  | AM                | AM                    | AM                 | AM | AM               |
| ---- | -------- | ------------------ | -------------------- | ------------------- | ----------------- | --------------------- | ------------------ | -- | ---------------- |
| 1er  | 1999     |                    | Nick Bourne (Con)    |                     | Glyn Davies (Con) |                       | Alun Michael (Lab) |    | Cynog Dafis (PC) |
| 1er  | 2000     | Delyth Evans (Lab) | Nick Bourne (Con)    |                     | Glyn Davies (Con) |                       |                    |    | Cynog Dafis (PC) |
| 2e   | 2003     |                    | Nick Bourne (Con)    | Lisa Francis (Con)  | Glyn Davies (Con) | Helen Mary Jones (PC) |                    |    |                  |
| 3e   | 2007     |                    | Nick Bourne (Con)    | Alun Davies (Lab)   |                   | Joyce Watson (Lab)    | Nerys Evans (PC)   |    |                  |
| 4e   | 2011     |                    | William Powell (LD)  | Rebecca Evans (Lab) | Simon Thomas (PC) | Joyce Watson (Lab)    |                    |    |                  |
| 5e   | 2016     |                    | Neil Hamilton (UKIP) | Eluned Morgan (Lab) | Simon Thomas (PC) | Joyce Watson (Lab)    |                    |    |                  |

## Assemblée galloise élection des membres supplémentaires 2016
| Parti | Parti                            | Sièges circonscription | Liste Votes (vote %) | D'Hondt Entitlement | Membres supplémentaires élus | Total Membres Élus | Déviation depuis D'Hondt Entitlement |
| ----- | -------------------------------- | ---------------------- | -------------------- | ------------------- | ---------------------------- | ------------------ | ------------------------------------ |
|       | Plaid Cymru                      | 3                      | 56,754 (26,3 %)      | 4                   | 1                            | 4                  | 0                                    |
|       | Conservateur                     | 3                      | 44,461 (20,6 %)      | 3                   | 0                            | 3                  | 0                                    |
|       | Labour                           | 1                      | 41,975 (19,4 %)      | 3                   | 2                            | 3                  | 0                                    |
|       | UKIP                             | 0                      | 25,042 (11,6 %)      | 1                   | 1                            | 1                  | 0                                    |
|       | Liberal Democrats                | 1                      | 23,554 (10,9 %)      | 1                   | 0                            | 1                  | 0                                    |
|       | Abolish the Welsh Assembly Party | 0                      | 10,707 (5,0 %)       | 0                   | 0                            | 0                  | 0                                    |
|       | Green                            | 0                      | 8,222 (3,8 %)        | 0                   | 0                            | 0                  | 0                                    |
|       | People First                     | 0                      | 1,496 (0,7 %)        | 0                   | 0                            | 0                  | 0                                    |
|       | Welsh Christian                  | 0                      | 1,103 (0,5 %)        | 0                   | 0                            | 0                  | 0                                    |
|       | Monster Raving Loony             | 0                      | 1,071 (0,5 %)        | 0                   | 0                            | 0                  | 0                                    |
|       | Indépendant                      | 0                      | 1,032 (0,5 %)        | 0                   | 0                            | 0                  | 0                                    |
|       | Welsh Communist                  | 0                      | 423 (0,2 %)          | 0                   | 0                            | 0                  | 0                                    |

### Les AM régionaux élus en 2016
| Parti | Parti       | Nom           |
| ----- | ----------- | ------------- |
|       | UKIP        | Neil Hamilton |
|       | Labour      | Joyce Watson  |
|       | Plaid Cymru | Simon Thomas  |
|       | Labour      | Eluned Morgan |

## Assemblée galloise élection des membres supplémentaires 2011
| Parti | Parti             | Sièges circonscription | Liste Votes (vote %) | D'Hondt Entitlement | Membres supplémentaires élus | Total Membres Élus | Déviation depuis D'Hondt Entitlement |
| ----- | ----------------- | ---------------------- | -------------------- | ------------------- | ---------------------------- | ------------------ | ------------------------------------ |
|       | Plaid Cymru       | 3                      | 56,384 (26,7 %)      | 4                   | 1                            | 4                  | 0                                    |
|       | Conservateur      | 3                      | 52,905 (25,1 %)      | 3                   | 0                            | 3                  | 0                                    |
|       | Labour            | 1                      | 47,348 (22,5 %)      | 3                   | 2                            | 3                  | 0                                    |
|       | Liberal Democrats | 1                      | 26,847 (12,7 %)      | 2                   | 1                            | 2                  | 0                                    |
|       | UKIP              | 0                      | 9,711 (4,6 %)        | 0                   | 0                            | 0                  | 0                                    |
|       | Green             | 0                      | 8,660 (4,1 %)        | 0                   | 0                            | 0                  | 0                                    |
|       | Socialist Labour  | 0                      | 3,951 (1,9 %)        | 0                   | 0                            | 0                  | 0                                    |
|       | BNP               | 0                      | 2,821 (1,3 %)        | 0                   | 0                            | 0                  | 0                                    |
|       | Welsh Christian   | 0                      | 1,630 (0,8 %)        | 0                   | 0                            | 0                  | 0                                    |
|       | Communist         | 0                      | 595 (0,3 %)          | 0                   | 0                            | 0                  | 0                                    |

### Les AM régionaux élus en 2011
| Parti | Parti             | Nom            |
| ----- | ----------------- | -------------- |
|       | Labour            | Rebecca Evans  |
|       | Labour            | Joyce Watson   |
|       | Liberal Democrats | William Powell |
|       | Plaid Cymru       | Simon Thomas   |

## Assemblée galloise élection des membres supplémentaires 2007[3]
| Parti | Parti             | Sièges circonscription | Liste Votes (vote %) | D'Hondt Entitlement | Membres supplémentaires élus | Total Membres Élus | Déviation depuis D'Hondt Entitlement |
| ----- | ----------------- | ---------------------- | -------------------- | ------------------- | ---------------------------- | ------------------ | ------------------------------------ |
|       | Plaid Cymru       | 4                      | 67,258 (31,0 %)      | 5                   | 1                            | 5                  | 0                                    |
|       | Conservateur      | 2                      | 49,606 (22,9 %)      | 3                   | 1                            | 3                  | 0                                    |
|       | Labour            | 0                      | 39,979 (18,4 %)      | 2                   | 2                            | 2                  | 0                                    |
|       | Liberal Democrats | 2                      | 28,790 (13,3 %)      | 2                   | 0                            | 2                  | 0                                    |
|       | Green             | 0                      | 8,768 (4,0 %)        | 0                   | 0                            | 0                  | 0                                    |
|       | UKIP              | 0                      | 8,191 (3,8 %)        | 0                   | 0                            | 0                  | 0                                    |
|       | BNP               | 0                      | 6,389 (2,9 %)        | 0                   | 0                            | 0                  | 0                                    |
|       | Socialist Labour  | 0                      | 2,196 (1,0 %)        | 0                   | 0                            | 0                  | 0                                    |
|       | Indépendant       | 0                      | 1,598 (0,7 %)        | 0                   | 0                            | 0                  | 0                                    |
|       | Welsh Christian   | 0                      | 1,493 (0,7 %)        | 0                   | 0                            | 0                  | 0                                    |
|       | Indépendant       | 0                      | 1,108 (0,5 %)        | 0                   | 0                            | 0                  | 0                                    |
|       | Communist         | 0                      | 666 (0,3 %)          | 0                   | 0                            | 0                  | 0                                    |
|       | Veritas           | 0                      | 502 (0,2 %)          | 0                   | 0                            | 0                  | 0                                    |
|       | Christian Peoples | 0                      | 413 (0,2 %)          | 0                   | 0                            | 0                  | 0                                    |

### Les AM régionaux élus en 2007
| Parti | Parti        | Nom          |
| ----- | ------------ | ------------ |
|       | Conservateur | Nick Bourne  |
|       | Labour       | Alun Davies  |
|       | Plaid Cymru  | Nerys Evans  |
|       | Labour       | Joyce Watson |

## Assemblée galloise élection des membres supplémentaires 2003[4]
| Parti | Parti                       | Sièges circonscription | Liste Votes (vote %) | D'Hondt Entitlement | Membres supplémentaires élus | Total Membres Élus | Déviation depuis D'Hondt Entitlement |
| ----- | --------------------------- | ---------------------- | -------------------- | ------------------- | ---------------------------- | ------------------ | ------------------------------------ |
|       | Plaid Cymru                 | 3                      | 51,874 (28,16 %)     | 4                   | 1                            | 4                  | 0                                    |
|       | Labour                      | 3                      | 46,451 (25,22 %)     | 3                   | 0                            | 3                  | 0                                    |
|       | Conservateur                | 0                      | 35,566 (19,31 %)     | 3                   | 3                            | 3                  | 0                                    |
|       | Liberal Democrats           | 2                      | 30,177 (16,38 %)     | 2                   | 0                            | 2                  | 0                                    |
|       | Green                       | 0                      | 7,794 (4,23 %)       | 0                   | 0                            | 0                  | 0                                    |
|       | UKIP                        | 0                      | 5,945 (3,23 %)       | 0                   | 0                            | 0                  | 0                                    |
|       | Mid & West Wales Pensioners | 0                      | 3,968 (2,15 %)       | 0                   | 0                            | 0                  | 0                                    |
|       | Cymru Annibynnol            | 0                      | 1,324 (0,72 %)       | 0                   | 0                            | 0                  | 0                                    |
|       | Vote No 2 Stop the War      | 0                      | 716 (0,39 %)         | 0                   | 0                            | 0                  | 0                                    |
|       | ProLife Alliance            | 0                      | 383 (0,21 %)         | 0                   | 0                            | 0                  | 0                                    |

### Les AM régionaux élus en 2003
| Parti | Parti        | Nom              |
| ----- | ------------ | ---------------- |
|       | Conservateur | Nick Bourne      |
|       | Conservateur | Glyn Davies      |
|       | Plaid Cymru  | Helen Mary Jones |
|       | Conservateur | Lisa Francis     |

## Assemblée galloise élection des membres supplémentaires 1999[4]
| Parti | Parti             | Sièges circonscription | Liste Votes (vote %) | D'Hondt Entitlement | Membres supplémentaires élus | Total Membres Élus | Déviation depuis D'Hondt Entitlement |
| ----- | ----------------- | ---------------------- | -------------------- | ------------------- | ---------------------------- | ------------------ | ------------------------------------ |
|       | Plaid Cymru       | 4                      | 84,554 (38,55 %)     | 5                   | 1                            | 5                  | 0                                    |
|       | Labour            | 2                      | 53,842 (24,55 %)     | 3                   | 1                            | 3                  | 0                                    |
|       | Conservateur      | 0                      | 36,622 (16,70 %)     | 2                   | 2                            | 2                  | 0                                    |
|       | Liberal Democrats | 2                      | 31,683 (14,44 %)     | 2                   | 0                            | 2                  | 0                                    |
|       | Green             | 0                      | 7,718 (3,52 %)       | 0                   | 0                            | 0                  | 0                                    |
|       | Socialist Labour  | 0                      | 3,019 (1,38 %)       | 0                   | 0                            | 0                  | 0                                    |
|       | Indépendant       | 0                      | 1,214 (0,55 %)       | 0                   | 0                            | 0                  | 0                                    |
|       | Natural Law       | 0                      | 705 (0,32 %)         | 0                   | 0                            | 0                  | 0                                    |

### Les AM régionaux élus en 1999
| Parti | Parti        | Nom                                                                              |
| ----- | ------------ | -------------------------------------------------------------------------------- |
|       | Conservateur | Nick Bourne                                                                      |
|       | Labour       | Alun Michael (Michael resigned in May of 2000 and was replaced by Delyth Evans.) |
|       | Plaid Cymru  | Cynog Dafis                                                                      |
|       | Conservateur | Glyn Davies                                                                      |

## Anciennes circonscriptions

### 1999 à 2007
| Circonscription                         | Comté préservé                             |
| --------------------------------------- | ------------------------------------------ |
| Brecon and Radnorshire                  | Entièrement dans Powys                     |
| Carmarthen East and Dinefwr             | Entièrement dans Dyfed                     |
| Carmarthen West and South Pembrokeshire | Entièrement dans Dyfed                     |
| Ceredigion                              | Entièrement dans Dyfed                     |
| Llanelli                                | Entièrement dans Dyfed                     |
| Meirionnydd Nant Conwy                  | partiellement Clwyd, partiellement Gwynedd |
| Montgomeryshire                         | Entièrement dans Powys                     |
| Preseli Pembrokeshire                   | Entièrement dans Dyfed                     |